# Star (Idaho)
Star és una població dels Estats Units a l'estat d'Idaho. Segons el cens del 2000 tenia 1.795 habitants.

## Demografia
Segons el cens del 2000, Star tenia 1.795 habitants, 631 habitatges, i 485 famílies. La densitat de població era de 805,9 habitants/km².
Dels 631 habitatges en un 48% hi vivien nens de menys de 18 anys, en un 60,2% hi vivien parelles casades, en un 11,7% dones solteres, i en un 23,1% no eren unitats familiars. En el 16,8% dels habitatges hi vivien persones soles el 4,1% de les quals corresponia a persones de 65 anys o més que vivien soles. El nombre mitjà de persones vivint en cada habitatge era de 2,82 i el nombre mitjà de persones que vivien en cada família era de 3,19.
Per edats la població es repartia de la següent manera: un 33,2% tenia menys de 18 anys, un 9,9% entre 18 i 24, un 36,4% entre 25 i 44, un 14,8% de 45 a 60 i un 5,7% 65 anys o més.
L'edat mediana era de 28 anys. Per cada 100 dones de 18 o més anys hi havia 92,8 homes.
La renda mediana per habitatge era de 42.337 $ i la renda mediana per família de 46.458 $. Els homes tenien una renda mediana de 31.028 $ mentre que les dones 22.625 $. La renda per capita de la població era de 15.864 $. Aproximadament el 5,4% de les famílies i el 8,5% de la població estaven per davall del llindar de pobresa.

## Poblacions més properes
El següent diagrama mostra les poblacions més properes.